# Jean-Pierre Desthuilliers
Jean-Pierre Desthuilliers (* 22. Oktober 1939 in Versailles; † 6. Dezember 2013) war ein französischer Schriftsteller und Dichter.

## Leben
Jean-Pierre Desthuilliers legte sein Abitur am Gymnasium Albert-de-Mun, an der von Michel Bouts gegründeten Schule Gai Savoir sowie am gemischten Gymnasium von Meaux, dem heutigen Henri-Moissan-Gymnasium ab. Ab 1956 besuchte er im Rahmen eines vorbereitenden Studiums die Classes préparatoires aux grandes écoles (dt. Vorbereitungsklasse für die Elitehochschulen) am Lycée Henri-IV, wo er von Jean Itard und Émile Riche unterrichtet wurde. 1962 folgte seine Promotion als Ingenieur an der École nationale supérieure d'ingénieurs de constructions aéronautiques (ENSICA). Er machte seine erste Karriere als Ingenieur und leitender Angestellter in der Industrie, bei dem Flugzeughersteller Nord-Aviation und schließlich bei Westinghouse (Gesellschaft für Bremsen und Signalanlagen) in Sevran sowie bei Rank Xerox Frankreich und bei Bernard Moteurs, einer Tochtergesellschaft von Renault. Anschließend war er zehn Jahre lang Mitglied im Direktionsausschuss der Privatgesellschaft Cofiroute, die öffentliche Dienstleistungen anbietet, und für die Desthuilliers ein elektronisches Gebühren- und Zahlungssystem konzipiert und einrichtet. Danach war Desthuilliers Associate-Manager bei Bossard Consultants, wo er unter Führung von Jean-Christian Fauvet am Ausbau der Soziodynamik im Unternehmen beitrug und eine Abteilung für pädagogische Neuerungen gründete. 1992 gründete er ein Beratungsunternehmen für pädagogische Projektplanung mit Sitz in Boulogne-Billancourt.
Jean-Pierre Desthuilliers begann 1954 mit dem Schreiben, ermutigt von dem Dichter Jehan Despert, der seine Texte in seinen Cahiers de l’Île de France veröffentlichte und der ihm eine Kolumne in Le Figaro verschaffte.
Seit 1959 hatte Desthuilliers Ämter in kulturellen Vereinen inne, darunter insbesondere:
- Von 1962 bis 1974 in der Maison des Jeunes et de la Culture (dt. Haus der Jugend und der Kultur), dann im Kulturzentrum von Chelles (in der Region Île-de-France, Frankreich), wo er unter anderem mit Michel Heim zusammenarbeitet;
- Von 1978 bis 1983 in der ACILECE (Association Corporative Intersyndicale de Librairie et d'Édition du Corps Enseignant), gegründet von Maurice Fombeure;
- Seit 1983 in der Verlagsgesellschaft La Jointée, die die Revue Jointure herausgibt. Desthuilliers ist neben Jacques Arnold[9], Georges Friedenkraft, Daniel Sauvalle und einigen anderen Dichtern Mitbegründer dieser Zeitschrift. Viele Jahre war er dort Schatzmeister und war ihr Herausgeber;
- Seit 2004 war Desthuillers außerdem Intendant des Theaters Aire-Falguière.

Er war Mitglied der Société des poètes français (dt. Gesellschaft französischer Dichter).
Außerdem hatte sich Jean-Pierre Desthuilliers neben seiner beruflichen Tätigkeit und seiner literarischen Arbeit auch politisch und sozial engagiert. Insbesondere zählten dazu folgende Tätigkeiten:
- Von 2002 bis 2008 Betreuer im Viertel seines Wohnortes Boulogne-Billancourt[10];
- Als Repräsentant der Absolventen der ENSICA gehörte er zu den Akteuren im Annäherungsprozess zwischen SUPAERO und der ENSICA, der 2007 zur Gründung der ISAE führte. Des Weiteren trug er zur Fusion ihrer Alumni-Vereinigungen bei[11], die zur Gründung des Freundeskreises Amicale ISAE führte, deren Verwalter und Kommunikationsbeauftragter Desthuilliers war. Als Mitglied des Direktions-Ausschusses dieser Vereinigung koordinierte Desthuilliers die redaktionelle Arbeit am Weißbuch, das im April 2011 unter dem Titel Den Beruf des Ingenieurs neu erfinden, um dessen Rolle in der Gesellschaft aufzuwerten[12] herauskam.

## Werke

### Lyrik
- Veröffentlichte Werke
  - Le cristal opaque[13][14], mit Originalzeichnungen von Tardivo[15], éditions Saint-Germain-des-Prés, in der Sammlung Miroir oblique. Dieses Werk ist beim Verlag derzeit vergriffen, aber unter der Lizenz Freie Kunst auf der Internetseite Culture libre[16] veröffentlicht; ohne Illustrationen, jedoch mit einer Einleitung
  - L'arbre parole12,[17][18] (1979), mit Zeichnungen von Odile Damon-Leclerc, éditions José Millas-Martin, in der Sammlung Grand Fond. Dieses Werk ist beim Verlag derzeit vergriffen, aber ebenfalls unter der Lizenz Freie Kunst auf der Internetseite Culture libre 18 veröffentlicht (ohne Illustrationen)
  - Le sculpteur d'eaux (1987), mit einem Vorwort von Jacques Arnold und einem Nachwort von Michel Martin de Villemer, gefolgt von Travaux d'un sculpteur d'eaux, ausgezeichnet mit dem Jacques-Normand-Preis der Société des gens de lettres (dt. Gesellschaft der Literaten Frankreichs)
  - La vigne adamantine (1999)
  - L'opéra des tarots dorés, Auszüge zuvor publiziert in Soif de mots, Band 7, éditions du Brontosaure, Januar 2000[19]

- Gelegentliche oder regelmäßige Mitarbeit an zahlreichen Zeitschriften:
  - Les cahiers de l'Île de France von Jehan Despert
  - La revue de l'ACILECE[20]
  - Jointure[21][22]
  - Saraswati, unter der Leitung von Silvaine Arabo
  - Phréatique, unter der Leitung von Gérard Murail
  - Envols, Editions du Vermillon, Ottawa, Ontario, Kanada – unter der Leitung von Hédi Bouraoui und Jacques Flamand
  - Les cahiers de l'Alba, unter der Leitung von Mireille Disdero und Alain Castets

- Publikationen in Gedichtsammlungen[23]:
  - Poètes de Paris et de l'Île de France, éditions de la Revue Moderne, Paris 1957
  - Perspectives Spirituelles, Verlag Regain, Monaco 1987
  - Jointhologie, invitation au voyage, éditions La Jointée, Perpignan 1990
  - Eros en Poésie, Bücherei-Galerie Racine, Paris 2002, unter Mitwirkung der Internetseite Ecrits...vains?

### Vorworte und andere Begleittexte
- Vorwort zum posthum veröffentlichten Roman von Michel Bouts: Sang Breton, außerdem detaillierte Bibliografie des Autors
- Vorwort zu der von Joseph Ouaknines erstellten Anthologie über Vögel: Savez-vous parler cui-cui?
- Nachwort zum Werk von Francine Caron: Parcs et lunaparks de Paris, 150 haïkus écolo-ludico-bucoliques
- Vorwort zu der in Prosaform verfassten Gedichtsammlung von Christine Guilloux: Passages
- Vorwort zum Poesie-Buch von Patricia Laranco: Lointitude
- Vorwort und Verzeichnis seltener und ausgefallener Wörter aus dem Werk von Michel Martin de Villemer: Morgeline pour ma veuve
- Vorwort zum Gemeinschaftswerk Du côté de chez René Rougerie, un amour fou de poésie, das René Rougerie gewidmet ist

### Kritiken, Lesungen und Buchbesprechungen
- Zwei Beiträge zu dem Gemeinschaftswerk Emmanuel Lochac, ses visages et leurs énigmes (1994):
  - Le choc Lochac
  - à propos des Sixains de persévérance

- Kritischer Essay über das Buch Le Miel de l'abîme von Marc Alyn, erschienen in Jointure Nr. 68, Frühling 2001
- Rekonstruktive Lesung[24] des Sammelbandes L'Épissure des mots von Marc-Williams Debono, erschienen in Jointure Nr. 90, September 2009

### Aufsätze und Artikel
- Comment lit-on Rimbaud, quand on a dix-sept ans ?, erschien in Les cahiers de l'Alba, Nr. 6–7, die Arthur Rimbaud gewidmet sind, zweites Semester 2005, Seite 101–106
- Dreiecksaufnahme der Wahrnehmung: le biface et l’os de seiche, erschienen in Plastir Nr. 15, Juni 2009[25]
- Jacques Bergier, scifique et scientifique, erschienen in Jacques Bergier. Une légende… un mythe, Hommage koordiniert von Claudine Brelet, Éditions de l’Harmattan, Paris, 2010[26]

### Beiträge in Publikationen
- Le Go, modèle littéraire, erschienen in Le Go aux sources de l'avenir, von Pascal Reysset, Éditions Chiron, Paris 1992: Seite 130 bis 133[27].
- Déléguer, voyage au cœur de la délégation, von Stéphanie Savel, Jean-Pierre Gauthier und Michel Bussières, Sammlung des Institut Manpower, Editions d'Organisation, Paris 2000: Seiten 128 und 129, 246 und 247, 332[28].
- Réinventer le métier d'ingénieur pour en valoriser le rôle dans la société, im Auftrag des ISAE Direktoren-Clubs[29].

### Lyrische Arbeiten und Verlagstätigkeit
- Leitung der literarischen Sammlung Les oeuvres jointes[30]
- Gestaltung und Durchführung von Schreib-Ateliers[31] sowie poetischen Schauspiel-Workshops
- Koproduktion der CD-Rom Henri Landier ou la cohérence d'une œuvre, gemeinsam mit Bruno Picot
- Gestaltung und Betreuung von Internetseiten über Schriftsteller und Dichter:
  - Nicole Louvier, unabhängige Frau, Dichterin, Musikerin und Romanautorin
  - Jacques Arnold, Dichter, Gelehrter und Kritiker
  - Jacques Bergier, Wissenschaftler, Science-Fiction-Autor und Schriftsteller
  - Elie-Georges Berreby, Romanschreiber, Bühnenautor, Bildhauer